# Кубок світу з біатлону 2017—2018 — етап 4
Четвертий етап Кубка світу з біатлону 2017—18 відбувався в Обергофі, Німеччина, з 4  по 7 січня 2018 року. До програми етапу було включено 6 гонок:  спринт, гонка переслідування та естафети у чоловіків та жінок.

## Чоловіки

### Призери
| Гонка:                 | Золото:                                                                      | Час                                                       | Срібло:                                                         | Час                                                       | Бронза:                                                                             | Час                                                       |
| Спринт 10 км           | Мартен Фуркад Франція                                                        | 25:03.3 (0+0)                                             | Еміль Гегле Свендсен Норвегія                                   | 25:11.4 (0+0)                                             | Йоганнес Тінгнес Бо Норвегія                                                        | 25:13.5 (2+0)                                             |
| Переслідування 12,5 км | Мартен Фуркад Франція                                                        | 32:23.6 (1+0+0+0)                                         | Йоганнес Тінгнес Бо Норвегія                                    | 32:29.9 (1+1+1+0)                                         | Тар'єй Бо Норвегія                                                                  | 32:54.5 (0+0+0+0)                                         |
| Естафета 4 х 7,5 км    | Швеція Мартін Понсілуома Єспер Нелін Себастьян Самуельссон Фредрік Ліндстрем | 1:19:44.1 (0+1) (0+1) (0+2) (0+0) (0+1) (1+3) (0+0) (0+1) | Італія Томас Бормоліні Лукас Гофер Домінік Віндіш Тьєррі Кеналь | 1:20:54.9 (0+1) (1+3) (0+3) (0+1) (0+0) (0+0) (0+0) (1+3) | Норвегія Ветле Шостад Крістіансен Генрік л'Абе-Лунн Ларс Гельге Біркеланн Тар'єй Бо | 1:21:48.7 (0+0) (0+1) (2+3) (0+2) (1+3) (0+1) (0+2) (0+2) |

## Жінки

### Призери
| Гонка:               | Золото:                                                      | Час                                                       | Срібло:                                                                 | Час                                                       | Бронза:                                                           | Час                                                       |
| Спринт 7,5 км        | Анастасія Кузьміна Словаччина                                | 22:23.7 (1+0)                                             | Кайса Мякяряйнен Фінляндія                                              | 22:59.1 (0+1)                                             | Вероніка Віткова Чехія                                            | 23:03.8 (1+0)                                             |
| Переслідування 10 км | Анастасія Кузьміна Словаччина                                | 30:49.5 (0+1+1+0)                                         | Доротея Вірер Італія                                                    | 31:53.9 (0+0+0+0)                                         | Віта Семеренко Україна                                            | 31:59.7 (0+0+0+0)                                         |
| Етафета 4х6 км       | Франція Анаїс Бескон Анаїс Шевальє Селья Емоньє Жустін Бреза | 1:12:42.4 (0+1) (0-0) (1+3) (0+0) (0+0) (0+2) (0+1) (0+3) | Німеччина Ванесса Гінц Деніз Геррманн Франциска Пройс Марен Гаммершмідт | 1:13:14.8 (0+3) (1+3) (0+2) (0+0) (0+0) (0+0) (0+2) (1+3) | Швеція Лінн Перссон Анна Маґнуссон Елісабет Гоґберґ Мона Брорссон | 1:13:30.6 (0+2) (0+0) (0+0) (0+2) (0+0) (0+1) (0+2) (0+1) |